# زنان در روم باستان
زنان آزاد در روم باستان شهروند بودند، اما نمی‌توانستند رأی دهند یا مناصب سیاسی خود را داشته باشند.
مورخان رومی از زنان به دلیل نقش عمومی محدودشان کمتر از مردان نام برده‌اند. اما در حالی که زنان رومی از هیچ قدرت سیاسی مستقیمی برخوردار نبودند، کسانی که از خانواده‌های ثروتمند یا قدرتمند بودند می‌توانستند و از طریق مذاکرات خصوصی نفوذ می‌کردند. زنان استثنایی که اثری انکار ناپذیر در تاریخ برجای گذاشتند از لوکرتیا و کلودیا کوینتا، که داستان‌های آنها اهمیت اسطوره‌ای به خود گرفت، متغیر است. زنان عصبانی دوره جمهوری‌خواه روم مانند کورنلیا، مادر برادران گراکوس و فولویا، که فرماندهی ارتش را بر عهده داشتند و سکه‌هایی با تصویر او صادر می‌کردند. زنان دودمان ژولیو کلودین، برجسته‌ترین لیویا دروسیلا (۵۸ قبل از میلاد - ۲۹ میلادی) و آگریپینا کوچک (۱۵ میلادی - ۵۹ میلادی)، که در شکل‌گیری منش نیاکان امپراتوری روم سهیم بودند. و سنت هلنا (c 250/330 میلادی)، نیرویی محرک در ترویج مسیحیت.

همان‌طور که در مورد اعضای مرد جامعه اتفاق می‌افتد، زنان نخبه و اقدامات سیاسی قابل توجه آنها افراد دارای وضعیت پایین‌تر را در پرونده تاریخی قرار می‌دهند. سنگ‌نبشته و به ویژه گورنوشته اسامی طیف گسترده‌ای از زنان را در سراسر امپراتوری روم مستند می‌کنند، اما اغلب چیز دیگری در مورد آنها نمی‌گویند. برخی از عکس‌های زنده از زندگی روزمره در ژانرهای ادبی لاتین مانند کمدی، هجو و شعر، به ویژه اشعار Catullus و Ovid، که نگاهی اجمالی از زنان در اتاقهای غذا خوری رومی، و مجالس عروسی، در مسابقات ورزشی و تئاتر، خرید، خرید در مورد آرایش، تمرین جادو، نگرانی در مورد بارداری - همه اینها از طریق چشم‌های مرد است. به عنوان مثال نامه‌های منتشر شده سیسرون به‌طور غیررسمی نشان می‌دهد که چگونه مرد بزرگ خود خوانده در جبهه داخلی با همسرش ترنتیا و دخترش تولیا تعامل داشته‌است، زیرا سخنرانی‌های وی نشان می‌دهد از طریق بی اعتنایی شیوه‌های مختلف زنان رومی برای داشتن جنسی و روحیه آزاد زندگی اجتماعی.

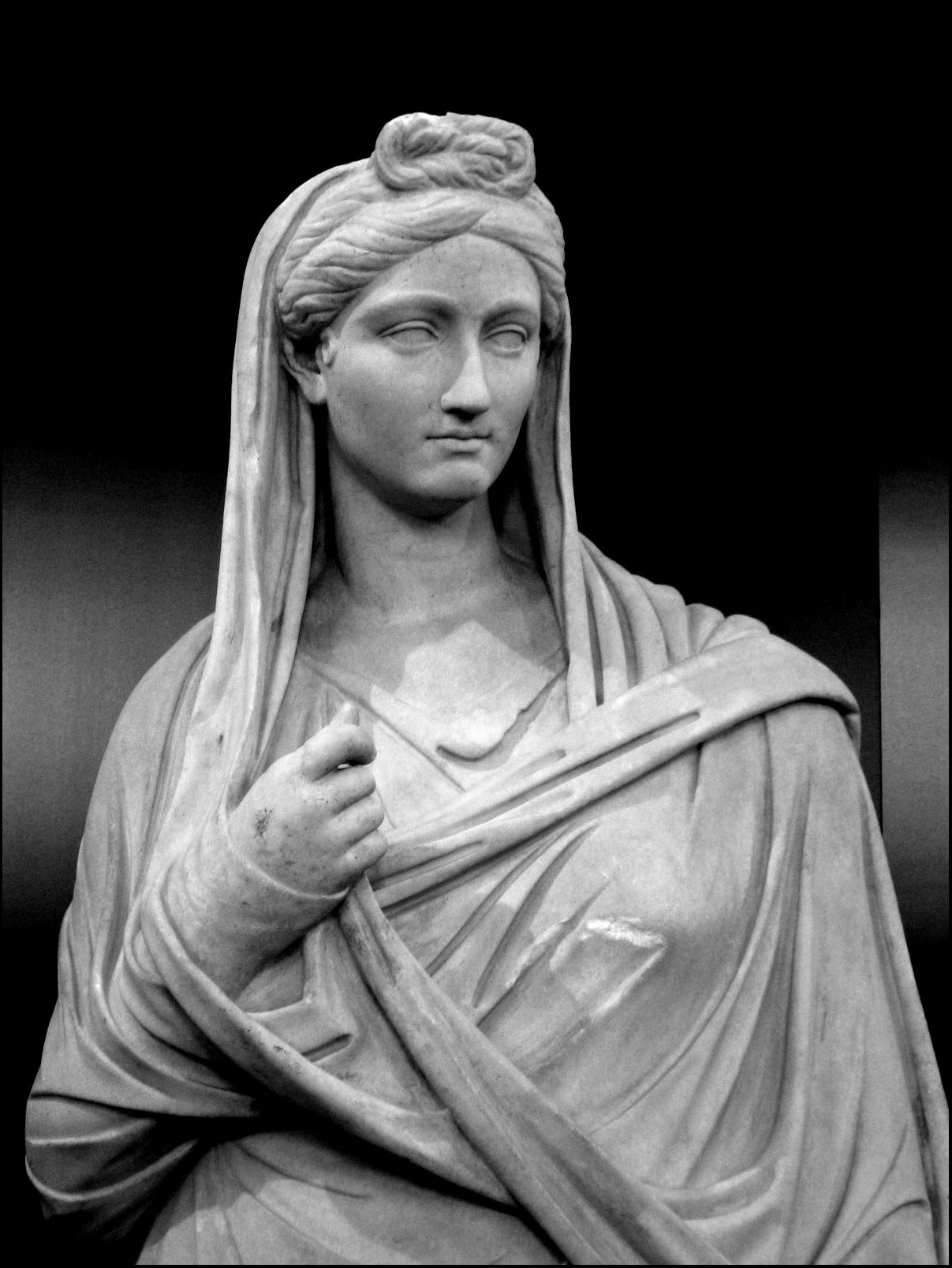
ویبیا سابینا تحصیل کرده و خوش سفر (حدود ۱۳۶ میلادی) خواهرزاده بزرگ امپراتور تراژان بود و همسر جانشین او هادریانوس شد. برخلاف برخی از شاهزادگان، او نقش کمی در سیاست دربار ایفا کرد و در زندگی خصوصی مستقل ماند، هیچ فرزندی نداشت و به دنبال ارضای عاطفی در امور عاشقانه بود

تنها نقش عمومی که فقط برای زنان اختصاص داشت، در حوزه دین روم باستان بود: دفتر کشیشی باکره‌های وستال. برای مدت سی سال که از ازدواج یا رابطه جنسی منع شده بودند، وستال‌ها خود را وقف مطالعه و رعایت صحیح مناسکی می‌کردند که برای امنیت و بقای رم ضروری تشخیص داده می‌شد اما توسط دانشکده‌های مرد کشیش انجام نمی‌شد.